# 德丸明
德丸明（日语：／ Tokumaru Akira，1921年5月15日—1979年11月19日），日本航空自衛隊將領，出生於日治時期台灣，歷任日本駐中華民國大使館防衛駐在官（武官）、西部航空方面隊司令及飛行教育集團司令等職。

## 生平
德丸明出生在台灣屏東縣（當時屬高雄州），家族為愛媛縣越智郡出身。德丸明於1940年自陸軍士官学校第54期畢業，1952年加入陸上自衛隊前身組織──警察預備隊。

### 航空自衛隊生涯
1954年自衛隊創立後，德丸明加入航空自衛隊，1959年時作為2等空佐（中校）及第3航空團第101飛行隊長，加入源田實將軍領隊的調查團，赴美國考察次期主力戰機——F-104星式戰鬥機的採購事宜。
1967年，德丸明赴台灣擔任日本大使館防衛駐在官（武官），於1971年8月11日獲中華民國政府頒贈特種雲麾勳章，以感謝他促進雙邊軍事合作，由時任參謀總長賴名湯陸軍一級上將代表授獎。
1971年8月20日，德丸調回東京任航空幕僚監部（空軍參謀部）附員，10月1日赴小牧基地擔任第3航空團司令（聯隊長）。1972年轉任防衛大學校訓練部長。1974年，至東京府中基地擔任航空總隊司令部附員，後升為空將（中將），同年5月1日調赴春日基地任西部航空方面隊司令官，接替即將轉任飛行教育集團司令官的藤澤信雄，1976年則同樣接替藤澤擔任飛行教育集團司令官。

### 晚年生涯
1977年，德丸明自航空自衛隊退役，轉任大賽璐化學工業顧問，亦擔任東亞安保同志會常任理事。1979年，德丸成為參與東北亞地區戰略情勢研討會的日本代表團團員，11月19日在台北國賓大飯店的研討會歡迎晚宴上心臟病發，送往馬偕紀念醫院急救不治，身後遺下妻子日出子（ひでこ）和兩個兒子。中華戰略學會於11月22日在台北市立殯儀館景行廳替其舉行公祭，遺體空運回日，日本方面則於11月25日在東京中野區寶仙寺舉辦他的告別式。德丸明逝後獲追授勳三等瑞寶章，敘正四位。

## 荣誉

### 日本勋章奖章
- 勳三等瑞寶章（1979年11月19日追授[6])

### 外国勋章奖章
- 特种云麾勋章（中华民国，1971年8月11日於台北颁授[5]）